# Horka II
Horka II là một làng thuộc huyện Kutná Hora, vùng Středočeský, Cộng hòa Séc.